# Wertberichtigung
Wertberichtigungen sind im Rechnungswesen Korrekturposten auf der Passivseite der Bilanz, die den Buchwert eines Vermögenspostens an seinen niedrigeren tatsächlichen Wert anpassen. Sie stellen eine indirekte Wertkorrektur (indirekte Abschreibung) dar, weil die eingetretene Wertminderung nicht direkt beim Vermögensposten gezeigt wird.

## Deutschland

### Allgemeines
Wertberichtigungen werden meist beim Umlaufvermögen vorgenommen, während beim Anlagevermögen die direkte Abschreibung beim Vermögensposten üblich ist. Im Gegensatz zu den direkten Abschreibungen wird bei den wertzuberichtigenden Vermögensposten deren historischer Buchwert (Anschaffungs- oder Herstellungskosten) gezeigt und korrespondierend die Wertberichtigung korrigierend auf der Passivseite gebucht. Wertberichtigungen dienen der Durchführung des (strengen) Niederstwertprinzips, weil sie den niedrigeren tatsächlichen Wert eines Vermögensgegenstandes am Bilanzstichtag reflektieren. Wie alle handelsrechtlich zulässigen Verlustantizipationen dient auch die Wertberichtigung der Kapitalerhaltung, wobei auf eine periodengerechte Erfolgsermittlung verzichtet wird. Sie ist deshalb mit einer Rückstellung für ungewisse Verbindlichkeiten vergleichbar, deren Ursache ebenfalls im Entstehungsjahr liegt. Die indirekte Abschreibung in der Form der Wertberichtigung ist für Kapitalgesellschaften generell unzulässig. Dies ergibt sich unmittelbar aus dem Gliederungsschema des § 266 Abs. 3 HGB, worin keine Position für Wertberichtigungen auf der Passivseite der Bilanz vorgesehen ist. Deshalb dürfen Wertberichtigungen nur von allen übrigen Rechtsformen im Rahmen der indirekten Abschreibung genutzt werden.

### Wertberichtigungen im Umlaufvermögen
Im Umlaufvermögen konzentrieren sich Wertberichtigungen insbesondere auf Forderungen aus Lieferungen und Leistungen, Lagerbestände und sonstige Vermögensgegenstände.
Die Vielzahl von Forderungen und Lagergegenständen ist bei größeren Unternehmen vom Grundsatz der Einzelbewertung (§ 252 Abs. 1 Nr. 3 HGB) befreit, weil die individuelle Ermittlung der Werte und Risiken eines einzelnen Bewertungsobjekts unmöglich, schwierig oder unzumutbar erscheint und erst mehrere zusammengefasste Wirtschaftsgüter oder Schulden ein zutreffendes Bilanzbild ergeben; es entspricht den Grundsätzen ordnungsmäßiger Buchführung, bei einem größeren Forderungsbestand eine pauschale Wertberichtigung oder bei Garantierisiken Pauschalrückstellungen zu bilden. Der Grundsatz der Bilanzklarheit bleibt dabei eingehalten.
Grundsätzlich werden Geldforderungen in der Handelsbilanz mit ihrem Nennwert angesetzt. Ist jedoch der Teilwert einer Forderung niedriger als ihr Nennwert, weil zweifelhaft ist, ob die Forderung in Höhe des Nennwerts erfüllt wird (Ausfallrisiko), so muss statt des Nennwerts der niedrigere Teilwert durch entsprechende Wertberichtigung angesetzt werden. Forderungen sind also mit dem durch die Wertberichtigung geschätzten Betrag zu bewerten. Der Wertberichtigung von Forderungen steht nicht entgegen, dass sie nach dem Tag der Bilanzerstellung (teilweise) erfüllt worden sind und der Gläubiger den Schuldner weiterhin beliefert.

#### Pauschalwertberichtigungen
Hauptartikel: Pauschalwertberichtigung
Da bei der Berechnung der Pauschalwertberichtigung der gesamte Bestand an Forderungen aus Lieferungen und Leistungen als Bewertungsgrundlage herangezogen wird, ist der Grundsatz der Einzelbewertung (§ 252 Abs. 3 HGB) durchbrochen. Eine Einzelbewertung bei großen Forderungsbeständen wäre zu aufwendig, sodass der BFH dem Gedanken der „Materiality“ („Wesentlichkeit“) in der Rechnungslegung gefolgt ist und die pauschale Wertberichtigung anerkannt hat. Auch der EuGH hält eine pauschale Risikobeurteilung bei Forderungen für zulässig. Diese Gruppenbewertung unterliegt jedoch folgenden Einschränkungen:
- Bereits einzelwertberichtigte Forderungen sind auszusondern,
- Forderungen mit Aufrechnungsmöglichkeiten sind ebenfalls auszusondern,
- kreditorische Debitoren sind abzuziehen,
- versicherte Forderungen sind lediglich mit ihrem Eigenbehalt zu berücksichtigen,
- eine Wertberichtigung ist nur vom Nettobetrag der Forderung ohne Umsatzsteuer vorzunehmen.

Diese Kriterien („intakte Netto-Forderungen“) sind beim gesamten Forderungsbestand zu berücksichtigen und bilden die Bemessungsgrundlage der Pauschalwertberichtigung. Seit 1995 gilt in der deutschen Finanzverwaltung eine Nichtaufgriffsgrenze im Rahmen von Betriebsprüfungen (steuerliche Außenprüfung), soweit die Pauschalwertberichtigung 1 % dieser Bemessungsgrundlage nicht übersteigt. Der Ansatz von höheren Werten erfordert den Nachweis von entsprechenden Erfahrungswerten in vorangegangenen Wirtschaftsjahren. Nach IAS 39.58 sind Pauschalwertberichtigungen nicht zulässig.

#### Einzelwertberichtigungen
Hauptartikel: Einzelwertberichtigung
Ist eine bestimmte Forderung mit einem besonders hohen Ausfallrisiko behaftet, muss eine Einzelwertberichtigung auf diese Forderung vorgenommen werden. Die betroffene Forderung ist dann aus dem Bestand der Pauschalwertberichtigungen herauszunehmen, sofern sie hierin bereits berücksichtigt worden war. Zweifelhafte Forderungen sind dabei mit ihrem wahrscheinlichen Wert anzusetzen, uneinbringliche Forderungen sind abzuschreiben (§ 253 Abs. 2 HGB); uneinbringliche Forderungen sind ausschließlich durch die direkte Abschreibungsmethode zu bewerten.
Der Bundesfinanzhof ist der Auffassung, dass die nachträgliche Bezahlung der Forderung nicht gegen eine Einzelwertberichtigung spricht. Eine gegenteilige Auffassung würde gegen das Gebot verstoßen, nicht realisierte, aber drohende Verluste auszuweisen (§ 252 Abs. 1 Nr. 4 HGB). Dass ein Kunde trotz bestehender Zahlungsschwierigkeiten weiterhin beliefert wird, macht die Vornahme einer Einzelwertberichtigung nicht unzulässig.
Wurde eine vollwertige Darlehensforderung im Jahr der Darlehensgewährung fehlerhaft nicht wertberichtigt und wird die Wertberichtigung aufgrund des Grundsatzes des formellen Bilanzzusammenhangs (Bilanzkontinuität) in einem nachfolgenden Veranlagungszeitraum nachgeholt, so kann die Nachholung in dem nachfolgenden Veranlagungszeitraum zu einer verdeckten Gewinnausschüttung führen.

## Schweiz
In der Erfolgsrechnung einer AG werden die Verluste im Finanzaufwand als Wertberichtigung bezeichnet.